# Steamboat Round the Bend
Steamboat Round the Bend is een Amerikaanse filmkomedie uit 1935 onder regie van John Ford.

## Verhaal
Een jongeman heeft uit zelfverdediging een man vermoord. Hij riskeert de doodstraf, tenzij zijn oom de enige getuige van het voorval vindt. Hij gaat met zijn stoomboot op zoek naar de getuige, maar hij wordt opgehouden door zijn rivaal.

## Rolverdeling
| Acteur           | Personage       |
| ---------------- | --------------- |
| Will Rogers      | Dr. John Pearly |
| Anne Shirley     | Belle           |
| Irvin S. Cobb    | Captain Eli     |
| Eugene Palette   | Rufe Jeffers    |
| John McGuire     | Duke            |
| Berton Churchill | New Moses       |
| Francis Ford     | Efe             |
| Roger Imhof      | Pappy           |
| Raymond Hatton   | Matt Abel       |
| Hobart Bosworth  | Chaplain        |
| Stepin Fetchit   | Jonah           |